# Plebiscyt Przeglądu Sportowego 1928
3. Plebiscyt Przeglądu Sportowego na najlepszego sportowca Polski zorganizowano w 1928 roku.

## Wyniki
1. Halina Konopacka - lekkoatletyka (69 832 pkt.)
2. Bronisław Czech - narciarstwo (53 416)
3. Feliks Więcek - kolarstwo (38 643)
4. Stefan Kostrzewski - lekkoatletyka (29 210)
5. Michał Woysym-Antoniewicz - jeździectwo (28 972)
6. Aleksander Tupalski - hokej na lodzie (25 655)
7. Antoni Cejzik - lekkoatletyka (18 301)
8. Janusz Kusociński - lekkoatletyka (14 916)
9. Bronisława Staszel-Polankowa - narciarstwo (11 874)
10. Jan Górny - boks (7 325)